# Дивовижна пригода Ганса Пфааля
«Дивовижна пригода Ганса Пфааля» (англ. The Unparalleled Adventure of One Hans Pfaall) — оповідання американського письменника Едгара Аллана По 1835 року.

## Сюжет
Якось (точної дати автор не вказує) на Біржову площу Роттердама спустилася з неба величезна повітряна куля неправильної форми з великим капелюхом замість гондоли. У ній була істота зростом близько двох футів (60,96 см). Істота передала запечатаний пакунок роттердамському бургомістру Супербусу Ван Ундердуку, після чого куля почала набирати висоту і незабаром зникла в небі.
Запечатаним пакунком виявляється лист Ганса Пфааля, який займався в Роттердамі лагодженням міхів для роздмухування вогню. У ньому Ганс Пфааль розповідає про своє важке життя останніми роками, про свої борги та набридливих кредиторів і про свою одержимість ідеєю побудови гігантської повітряної кулі. Далі він розповідає про будівництво цієї гігантської повітряної кулі та говорить про те, що йому відомий спосіб отримання нікому більше, крім одного таємничого громадянина Нанту, не відомого газу. За словами Пфааля, цей елемент довгий час вважали складовою азоту; його густина у 37,4 рази менша від густини водню. Перед стартом (свої приготування Пфааль вів у обстановці секретності) він заманив кредиторів у хлів і в момент старту підпалив ґніт, який вів до бочки з порохом.
Далі Пфааль докладно описує своє піднімання вгору і зміни свого стану з падінням атмосферного тиску. Коли атмосферний тиск стає занадто низьким, Пфааль перебирається в герметичну гондолу і вмикає «апарат пана Грімма для згущення атмосферного повітря». У певний момент повітряна куля Пфааля перекидається зверху донизу і починає наближатися до Місяця. На 19-й день подорожі повітряна куля Пфааля досягла Місяця.
Свого листа Пфааль завершує пропозицією до бургомістра та президента астрономічного товариства Роттердама поділитися численними відомостями про життя Місяця та його мешканців в обмін на прощення за вбивство трьох кредиторів.